# Lịch sử hành chính Lạng Sơn
Lạng Sơn là một tỉnh thuộc vùng Đông Bắc Bộ, Việt Nam.

## Sau năm 1945
Sau Cách mạng tháng 8 năm 1945, bỏ cấp phủ, gọi chung là huyện. Tổ chức hành chính trên địa bàn gồm thị xã Lạng Sơn và 10 huyện: Bằng Mạc, Bắc Sơn, Bình Gia, Cao Lộc, Điềm He, Lộc Bình, Ôn Châu, Thoát Lãng, Tràng Định, Văn Uyên.
Tháng 7 năm 1947, Khu ủy 12 quyết định tạm thời chuyển huyện Lộc Bình về tỉnh Hải Ninh quản lý. Tuy nhiên, đến ngày 7 tháng 6 năm 1949, huyện Lộc Bình được sáp nhập trở lại tỉnh Lạng Sơn.

Năm 1956, huyện Hữu Lũng thuộc tỉnh Bắc Giang được sáp nhập vào tỉnh Lạng Sơn.
Năm 1964, hợp nhất huyện Điềm He và 6 xã của huyện Bằng Mạc thành một huyện lấy tên là huyện Văn Quan; hợp nhất huyện Ôn Châu và 8 xã còn lại của huyện Bằng Mạc thành một huyện lấy tên là huyện Chi Lăng; hợp nhất huyện Văn Uyên và huyện Thoát Lãng thành một huyện lấy tên là huyện Văn Lãng.
Năm 1965, thành lập thị trấn Hữu Lũng thuộc huyện Hữu Lũng.
Năm 1975, hợp nhất tỉnh Cao Bằng và tỉnh Lạng Sơn thành một tỉnh lấy tên là tỉnh Cao Lạng.
Năm 1977, điều chỉnh địa giới thị xã Lạng Sơn và huyện Cao Lộc. Sáp nhập toàn bộ xã Mai Pha, xã Hợp Thành, xã Hoàng Đồng và xã Quảng Lạc thuộc huyện Cao Lộc vào thị xã Lạng Sơn.
Năm 1978, tái lập tỉnh Lạng Sơn; chuyển huyện Đình Lập của tỉnh Quảng Ninh về tỉnh Lạng Sơn quản lý. Tỉnh Lạng Sơn có 11 đơn vị hành chính gồm thị xã Lạng Sơn và 10 huyện: Bắc Sơn, Bình Gia, Cao Lộc, Chi Lăng, Đình Lập, Hữu Lũng, Lộc Bình, Tràng Định, Văn Lãng, Văn Quan.
Năm 1981, điều chỉnh địa giới một số xã thuộc các huyện Văn Lãng, Cao Lộc, Lộc Bình, Đình Lập.
- Sắp xếp các đơn vị hành chính cấp huyện:
  - Sắp xếp huyện Văn Lãng và huyện Cao Lộc: Sáp nhập toàn bộ các xã Hồng Phong, Phú Xá, Bình Trung, Bảo Lâm, Thuỵ Hùng A, Song Giáp và thị trấn Đồng Đăng thuộc huyện Văn Lãng vào huyện Cao Lộc.
  - Sắp xếp huyện Lộc Bình và huyện Đình Lập: Sáp nhập một phần xã Tĩnh Gia, huyện Lộc Bình vào xã Bính Xá, huyện Đình Lập.
- Sắp xếp các đơn vị hành chính cấp xã thuộc huyện Văn Lãng:
  - Thành lập xã Thanh Long trên cơ sở toàn bộ xã Hành Thanh và xã Phượng Long.
  - Thành lập xã Tân Yên trên cơ sở toàn bộ xã Tân Yên và xã Mỹ Cao.
- Sắp xếp các đơn vị hành chính cấp xã thuộc huyện Cao Lộc:
  - Thành lập xã Thạch Lâm trên cơ sở toàn bộ xã Bảo Lâm và xã Thạch Đan.
  - Sáp nhập một phần xã Lộc Yên vào xã Hòa Cư.
  - Thành lập xã Lộc Thanh trên cơ sở toàn bộ xã Thanh Hóa và phần còn lại xã Lộc Yên.
- Sắp xếp các đơn vị hành chính cấp xã thuộc huyện Lộc Bình: Thành lập xã Tam Gia trên cơ sở toàn bộ xã Tam Lộng và phần còn lại xã Tĩnh Gia.

Năm 1983, thành lập thị trấn Chi Lăng thuộc huyện Chi Lăng trên cơ sở một phần xã Chi Lăng, huyện Chi Lăng và xã Hòa Lạc, huyện Hữu Lũng.
Năm 1984, thành lập thị trấn Na Dương thuộc huyện Lộc Bình.
Năm 1985, thành lập thị trấn huyện lị thuộc các huyện Bắc Sơn và Văn Quan.. Cùng năm, sáp nhập xã Hồng Phong của huyện Cao Lộc vào thị trấn Đồng Đăng, trên thực tế việc sáp nhập này không diễn ra.
- Thành lập thị trấn Bắc Sơn, huyện Bắc Sơn trên cơ sở một phần xã Hữu Vĩnh và xã Long Đồng.
- Thành lập thị trấn Văn Quan, huyện Văn Quan trên cơ sở một phần xã Xuân Mai, xã Vĩnh Lại và xã Đại An.

Năm 1986, chia tách một số xã thuộc huyện Cao Lộc. Cùng năm, chuyển xã Hợp Thành của thị xã Lạng Sơn (trừ hợp tác xã Liên Thành sáp nhập vào xã Đông Kinh) về huyện Cao Lộc quản lý.
- Thành lập xã Thạch Đan và xã Bảo Lâm, huyện Cao Lộc trên cơ sở toàn bộ xã Thạch Lâm. Xã Thạch Đạn có diện tích tự nhiên 4.114 hécta với 2.748 nhân khẩu. Xã Bảo Lâm có diện tích tự nhiên 4.544 hécta với 2.296 nhân khẩu.
- Sáp nhập một phần xã Hợp Thành, thị xã Lạng Sơn vào xã Đông Kinh. Xã Đông Kinh có diện tích tự nhiên 220,9 hécta với 3.109 nhân khẩu.
- Sáp nhập toàn bộ xã Hợp Thành, thị xã Lạng Sơn sau khi điều chỉnh vào huyện Cao Lộc. Sau khi điều chỉnh: 
  - Xã Hợp Thành, huyện Cao Lộc có diện tích tự nhiên 1.289 hécta và 2.925 nhân khẩu.
  - Thị xã Lạng Sơn có 5 xã, 4 phường với diện tích tự nhiên 7.885 hécta và 46.401 nhân khẩu.
  - Huyện Cao Lộc có 18 xã, 1 thị trấn với diện tích tự nhiên 896,345 hécta và 50.725 nhân khẩu.

Năm 1989, chuyển toàn bộ đất đai và nhân khẩu của xã Hữu Liên của huyện Chi Lăng về huyện Hữu Lũng quản lý; chuyển toàn bộ đất đai và nhân khẩu của xã Hữu Lân của huyện Chi Lăng về huyện Lộc Bình quản lý.
Năm 1994, thành lập một số xã, phường, thị trấn thuộc thị xã Lạng Sơn và huyện Cao Lộc.
Năm 2000, chia tách một số xã thuộc huyện Cao Lộc. Theo đó, thành lập xã Thanh Lòa và xã Lộc Yên trên cơ sở toàn bộ xã Lộc Thanh. Xã Thanh Lòa có 3.764 ha diện tích tự nhiên và 1.508 nhân khẩu. Xã Lộc Yên có 3.103 ha diện tích tự nhiên và 1.704 nhân khẩu. 
Năm 2002, thành lập thành phố Lạng Sơn trên cơ sở toàn bộ thị xã Lang Sơn. Thành phố Lạng Sơn có 7.769,35 ha diện tích tự nhiên và 106.110 nhân khẩu, gồm 8 đơn vị hành chính cơ sở gồm 5 phường: Hoàng Văn Thụ, Tam Thanh, Chi Lăng, Đông Kinh, Vĩnh Trại và 3 xã: Hoàng Đồng, Mai Pha và Quảng Lạc.
Năm 2019, sắp xếp các đơn vị hành chính cấp xã thuộc 9 huyện của tỉnh Lạng Sơn (trừ thành phố Lạng Sơn và huyện Đình Lập).
- Sắp xếp các đơn vị hành chính cấp xã thuộc huyện Tràng Định:
  - Sáp nhập một phần xã Bắc Ai vào xã Đề Thám. Xã Đề Thám có 50,98 km2 diện tích tự nhiên và quy mô dân số 4.885 người.
  - Sáp nhập phần còn lại xã Bắc Ái vào xã Kim Đồng. Xã Kim Đồng có 71,37 km2 diện tích tự nhiên và quy mô dân số 2.782 người.
  - Sau khi sắp xếp, huyện Tràng Định có 22 đơn vị hành chính cấp xã, gồm 21 xã và 01 thị trấn.
- Sắp xếp các đơn vị hành chính cấp xã thuộc huyện Văn Lãng:
  - Sáp nhập toàn bộ xã Nam La vào xã Hội Hoan. Xã Hội Hoan có 65,53 km2 diện tích tự nhiên và quy mô dân số 4.757 người.
  - Thành lập xã Bắc Hùng trên cơ sở một phần xã Tân Lang, xã Trùng Quán, xã Tân Việt và xã An Hùng. Xã Bắc Hùng có 53,28 km2 diện tích tự nhiên và quy mô dân số 3.191 người.
  - Thành lập xã Bắc Việt trên cơ sở một phần xã Tân Lang, phần còn lại xã Trùng Quán và xã Tân Việt. Xã Bắc Việt có 37,80 km2 diện tích tự nhiên và quy mô dân số 2.989 người.
  - Sáp nhập phần còn lại xã Tân Lang và một phần xã Hoàng Việt vào thị trấn Na Sầm. Thị trấn Na Sầm có 14,68 km2 diện tích tự nhiên và quy mô dân số 6.229 người. Xã Hoàng Việt có 26,50 km2 diện tích tự nhiên và quy mô dân số 3.808 người.
  - Sau khi sắp xếp, huyện Văn Lãng có 17 đơn vị hành chính cấp xã, gồm 16 xã và 01 thị trấn.
- Sắp xếp các đơn vị hành chính cấp xã thuộc huyện Lộc Bình:
  - Sáp nhập toàn bộ xã Lục Thôn vào thị trấn Lộc Bình. Thị trấn Lộc Bình có 17,77 km2 diện tích tự nhiên và quy mô dân số 9.427 người.
  - Thành lập xã Khánh Xuân trên cơ sở toàn bộ xã Bằng Khánh, xã Xuân Lễ và xã Xuân Mãn. Xã Khánh Xuân có 30,56 km2 diện tích tự nhiên và quy mô dân số 3.427 người.
  - Sáp nhập toàn bộ xã Quan Bản vào xã Đông Quan. Xã Đông Quan có 73,59 km2 diện tích tự nhiên và quy mô dân số 6.791 người.
  - Thành lập xã Minh Hiệp trên cơ sở toàn bộ xã Hiệp Hạ và xã Minh Phát. Xã Minh Hiệp có 52,26 km2 diện tích tự nhiên và quy mô dân số 3.862 người.
  - Thành lập xã Thống Nhất trên cơ sở toàn bộ xã Xuân Tình, xã Như Khuê, xã Vân Mộng và xã Nhượng Bạn. Xã Thống Nhất có 47,31 km2 diện tích tự nhiên và quy mô dân số 6.791 người.
  - Sau khi sắp xếp, huyện Lộc Bình có 21 đơn vị hành chính cấp xã, gồm 19 xã và 02 thị trấn.
- Sắp xếp các đơn vị hành chính cấp xã thuộc huyện Cao Lộc:
  - Sáp nhập toàn bộ xã Song Giáp vào xã Bình Trung. Xã Bình Trung có 24,05 km2 diện tích tự nhiên và quy mô dân số 3.308 người.
  - Sau khi sắp xếp, huyện Cao Lộc có 22 đơn vị hành chính cấp xã, gồm 20 xã và 02 thị trấn.
- Sắp xếp các đơn vị hành chính cấp xã thuộc huyện Chi Lăng:
  - Sáp nhập toàn bộ xã Quang Lang vào thị trấn Đồng Mỏ. Thị trấn Đồng Mỏ có 35,64 km2 diện tích tự nhiên và quy mô dân số 14.275 người.
  - Sau khi sắp xếp, huyện Chi Lăng có 20 đơn vị hành chính cấp xã, gồm 18 xã và 02 thị trấn.
- Sắp xếp các đơn vị hành chính cấp xã thuộc huyện Hữu Lũng:
  - Sáp nhập toàn bộ xã Đô Lương vào xã Vân Nham. Xã Vân Nham có 36,53 km2 diện tích tự nhiên và quy mô dân số 8.665 người.
  - Thành lập xã Thiện Tân trên cơ sở toàn bộ xã Thiện Kỵ và xã Tân Lập. Xã Thiện Tân có 49,21 km2 diện tích tự nhiên và quy mô dân số 5.381 người.
  - Sau khi sắp xếp, huyện Hữu Lũng có 24 đơn vị hành chính cấp xã, gồm 23 xã và 01 thị trấn.
- Sắp xếp các đơn vị hành chính cấp xã thuộc huyện Bắc Sơn:
  - Sáp nhập toàn bộ xã Hữu Vĩnh vào thị trấn Bắc Sơn. Thị trấn Bắc Sơn có 14,91 km2 diện tích tự nhiên và quy mô dân số 6.402 người.
  - Thành lập xã Bắc Quỳnh trên cơ sở toàn bộ xã Bắc Sơn và xã Quỳnh Sơn. Xã Bắc Quỳnh có 32,52 km2 diện tích tự nhiên và quy mô dân số 4.107 người.
  - Sau khi sắp xếp, huyện Bắc Sơn có 18 đơn vị hành chính cấp xã, gồm 17 xã và 01 thị trấn.
- Sắp xếp các đơn vị hành chính cấp xã thuộc huyện Bình Gia:
  - Sáp nhập toàn bộ xã Tô Hiệu và một phần xã Hoàng Văn Thụ vào thị trấn Bình Gia. Thị trấn Bình Gia có 37,34 km2 diện tích tự nhiên và quy mô dân số 8.521 người. Xã Hoàng Văn Thụ có 33,10 km2 diện tích tự nhiên và quy mô dân số 2.516 người.
  - Sau khi sắp xếp, huyện Bình Gia có 19 đơn vị hành chính cấp xã, gồm 18 xã và 01 thị trấn.
- Sắp xếp các đơn vị hành chính cấp xã thuộc huyện Văn Quan:
  - Thành lập xã Liên Hội trên cơ sở toàn bộ xã Phú Mỹ, xã Việt Yên và xã Vân Mộng. Xã Liên Hội có 36,72 km2 diện tích tự nhiên và quy mô dân số 3.228 người.
  - Thành lập xã An Sơn trên cơ sở toàn bộ xã Chu Túc, xã Đại An và xã Tràng Sơn. Xã An Sơn có 53,07 km2 diện tích tự nhiên và quy mô dân số 6.250 người.
  - Thành lập xã Điềm He trên cơ sở toàn bộ xã Văn An, xã Song Giang và một phần xã Vĩnh Lại. Xã Điềm He có 33,27 km2 diện tích tự nhiên và quy mô dân số 4.825 người.
  - Sáp nhập một phần xã Xuân Mai vào xã Bình Phúc. Xã Bình Phúc có 37,24 km2 diện tích tự nhiên và quy mô dân số 3.868 người.
  - Sáp nhập phần còn lại xã Xuân Mai và xã Vĩnh Lại vào thị trấn Văn Quan. Thị trấn Văn Quan có 16,84 km2 diện tích tự nhiên và quy mô dân số 5.427 người.
  - Sau khi thực hiện sắp xếp, huyện Văn Quan có 17 đơn vị hành chính cấp xã, gồm 16 xã và 01 thị trấn.

Năm 2024, sắp xếp các đơn vị hành chính cấp xã giai đoạn 2023 - 2025.
- Sắp xếp đơn vị hành chính cấp xã thuộc huyện Tràng Định:
  - Sáp nhập toàn bộ xã Vĩnh Tiến vào xã Khánh Long. Xã Khánh Long có diện tích tự nhiên là 75,20 km2 và quy mô dân số là 1.520 người.
  - Sáp nhập một phần xã Đại Đồng vào thị trấn Thất Khê. Thị trấn Thất Khê có diện tích tự nhiên là 19,48 km2 và quy mô dân số 13.776 người.
  - Sáp nhập phần còn lại xã Đại Đông vào xã Đội Cấn. Xã Đội Cấn có diện tích tự nhiên là 54,92 km2 và quy mô dân số 1.333 người.
  - Sau khi sắp xếp, huyện Tràng Định có 20 đơn vị hành chính cấp xã, gồm 19 xã và 01 thị trấn.
- Sắp xếp các đơn vị hành chính cấp xã thuộc huyện Văn Quan:
  - Sáp nhập toàn bộ xã Đông Giáp và xã Tràng Các vào xã Khánh Khê. Xã Khánh Khê có diện tích tự nhiên là 46,44 km2 và quy mô dân số là 7.126 người.
  - Sau khi sắp xếp, huyện Văn Quan có 15 đơn vị hành chính cấp xã, gồm 14 xã và 01 thị trấn.
- Sắp xếp các đơn vị hành chính cấp xã thuộc huyện Lộc Bình:
  - Sáp nhập toàn bộ xã Tĩnh Bắc vào xã Tam Gia. Xã Tam Gia có diện tích tự nhiên là 97,56 km2 và quy mô dân số là 3.831 người.
  - Sau khi sắp xếp, huyện Lộc Bình có 20 đơn vị hành chính cấp xã, gồm 18 xã và 02 thị trấn.
- Sắp xếp các đơn vị hành chính cấp xã thuộc huyện Hữu Lũng:
  - Sáp nhập toàn bộ xã Hà Sơn vào thị trấn Hữu Lũng. Thị trấn Hữu Lũng có diện tích tự nhiên là 10,87 km2 và quy mô dân số là 16.858 người.
  - Sau khi sắp xếp, huyện Hữu Lũng có 23 đơn vị hành chính cấp xã, gồm 22 xã và 01 thị trấn.

Tính đến ngày 01/12/2024, tỉnh Lạng Sơn có 11 đơn vị hành chính cấp huyện, gồm 10 huyện và 01 thành phố; 194 đơn vị hành chính cấp xã, gồm 175 xã, 05 phường và 14 thị trấn.